# Ortwin Runde
Ortwin Runde, född 12 februari 1944 i Elbing, är en tysk politiker (SPD). Han var Hamburgs förste borgmästare 1997 till 2001.

## Uppväxt och utbildning
Runde föddes i Elbing (Elbląg), Danzig-Westpreußen. Efter studentexamen studerade han ekonomi och sociologi i Münster och Hamburg. 1969 tog han en examen i sociologi.